# Bejbut Šumenov
Bejbut Šumenov (in kazako Бейбіт Шүмен?; trasl. angl. Beibut Shumenov; Şımkent, 19 agosto 1983) è un pugile kazako.
È il campione WBA dei pesi massimi leggeri dal 2016. In precedenza è stato anche detentore dei titoli WBA ed IBA nella divisione dei pesi mediomassimi. 

## Carriera
Šumenov compie il suo debutto da professionista il 17 novembre 2007, sconfiggendo lo statunitense Walter Edwards per KO tecnico alla prima ripresa.